# Vaniškovce
Vaniškovce este o comună slovacă, aflată în districtul Bardejov din regiunea Prešov. Localitatea se află la altitudinea de 400 m deasupra n.m., se întinde pe o suprafață de 4,8 km2 și în 2017 număra 369 de locuitori. Se învecinează cu comuna Osikov.

## Istoric
Localitatea Vaniškovce este atestată documentar din 1345.

## Demografie
| An:                | 1994 | 2004   | 2014    | 2024   |
| ------------------ | ---- | ------ | ------- | ------ |
| Număr de persoane: | 343  | 335    | 385     | 401    |
| Diferență:         |      | −2,33% | +14,92% | +4,15% |

| An:                | 2023 | 2024 |
| ------------------ | ---- | ---- |
| Număr de persoane: | 401  | 401  |
| Diferență:         |      | +0%  |